# الموطأ
موطأ امام مالک یا الموطأ نخستین کتاب حدیثیِ جامع است که تاکنون باقی‌مانده؛ این کتاب توسط مالک بن انس پیشوای مذهب مالکی جمع‌آوری و نگاشته شده‌است.
دو بار ابوجعفر منصور (خلیفه عباسی) در مراسم حج، با امام مالک ملاقات کرد. و از او خواست که کتابی در فقه اسلامی بنویسد. و این چنین بود که امام مالک این کتاب را نوشت.
امام مالک از میان صدها هزار حدیث، ده هزار روایت را انتخاب کرد و برای تنقیح روایات، پیوسته به آنها مراجعه می‌کرد و با محک قرآن و حدیث می‌سنجید تا آن که بالاخره شمار روایات به سه هزار روایت، تقلیل یافت. و فقط تعداد محدودی از صحیح‌ترین‌ها را برای این کتاب برگزید.
او می‌گوید: سپس این کتاب را بر 70 نفر از فقهای مدینه، عَرضه کردم. و چون همگی‌شان بر محتوای این کتاب با من موافقت کردند؛ آن‌را موطّأ (یعنی: موافقت‌شده) نامیدم.
مالك در اين كتاب، ابتدا حديث را نقل مى‌كند و در پى آن، گاهی فتواى فقهاى مدينه ونیز ديدگاه خود را تبيين مى‌كند.
عموم احادیث این کتاب، فقط با دو واسطه (یا گاهی سه واسطه) به رسول‌الله ﷺ می‌رسد.
این کتاب توسط راویان فراوانی نقل شده؛ که صحیح‌ترینش روایتِ «یحیی بن یحیی لیثی» می‌باشد. 
موطّأ مالک، از دیرباز جایگاه بسیار مهمی در بین مسلمین داشته است. چه‌آنکه کهن‌ترین و از صحیح‌ترین کتب و جوامع حدیثی اهل‌سنت وجماعت است که توسط امام مالک بن انس (از فقهای اَتباع تابعین و از بزرگترین علمای سلف‌صالح) نگاشته شده.

## جایگاه موطّأ مالک، از زبان علما وفقها:
- امام شافعی می‌فرماید: «هیچ کتابی بعد از کتاب خدا سودمندتر از کتاب مالک بن انس نیست»[۲].  این مطلب قبل از ظهور صحیح بخاری گفته شد.
- بخاری می‌گوید: « صحیح‌ترین سند از همه: مالک عن نافع عن ابن عمر است.» این سند غالباً در الموطة ذکر شده است .
- قاضي ابوبكر بن العربي در شرح ترمذي مي گويد : الموطة مبدأ و باب است و كتاب البخاري اصل دوم اين بخش است و همه بر آنها ساخته شده است مانند مسلم و. ترمذی.
- امام ابن‌وهب فرمود: هرکس «موطّأ مالک» را بنویسد، دیگر چیزی از حلال وحرام برایش باقی نمی‌مانَد که ننوشته باشد.

- از امام احمد بن حنبل در مورد «موطّأ مالک» می‌پرسند؛ ایشان می‌فرماید: عجب کتاب نیکویی‌ست برای کسی‌که به‌آن عمل کند.
- امام ابن‌مهدی فرمود: بعد از کتاب خدا، هیچ کتابی برای مردم، سودمندتر از «موطّأ مالک» سراغ ندارم.
- امام ابوزرعه رازی فرمود: اگر کسی قَسَم بخورد که تمام احادیث «موطّأ»، صحیح است؛ قَسَم‌اش منعقد است.
- امام ابوموسی انصاری فرمود: روزی، خانه‌ای آتش گرفت. ما دیدیم که همه‌چیز در آن خانه سوخته، به‌جز قرآن‌کریم و موطّأ شریف!

## فصل‌های کتاب[۳]:
كتاب وقوت الصلاة
كتاب الطهارة
كتاب الصلاة
كتاب السهو
كتاب الجمعة
كتاب الصلاة في رمضان
كتاب صلاة الليل
كتاب صلاة الجماعة
كتاب قصر الصلاة في السفر
كتاب العيدين
كتاب صلاة الخوف
كتاب صلاة الكسوف
كتاب الاستسقاء
كتاب القبلة
كتاب القرآن
كتاب الجنائز
كتاب الزكاة
كتاب الصيام
كتاب الاعتكاف
كتاب الحج
كتاب الجهاد
كتاب النذور والأيمان
كتاب الضحايا
كتاب الذبائح
كتاب الصيد
كتاب العقيقة
كتاب الفرائض
كتاب النكاح
كتاب الطلاق
كتاب الرضاع
كتاب البيوع
كتاب القراض
كتاب المساقاة
كتاب كراء الأرض
كتاب الشفعة
كتاب الأقضية
كتاب الوصية
كتاب العتق والولاء
كتاب المكاتب
كتاب المدبر
كتاب الحدود
كتاب الأشربة
كتاب العقول
كتاب القسامة
كتاب الجامع
كتاب القدر
كتاب حسن الخلق
كتاب اللباس
كتاب صفة النبي ﷺ
كتاب العين
كتاب الشعر
كتاب الرؤيا
كتاب السلام
كتاب الاستئذان
كتاب البيعة
كتاب الكلام
كتاب جهنم
كتاب الصدقة
كتاب العلم
كتاب دعوة المظلوم
كتاب أسماء النبي صلى الله عليه وسلم

## شرح کتاب
- الاستذكار
- التمهيد كلاهما لابن عبد البر.
- المنتقى لأبي الوليد الباجي.[۴]
- تنوير الحوالك للسيوطي.[۵]
- شرح الزرقاني.[۶]
- القبس في شرح موطأ مالك بن أنس، لأبي بكر بن العربي
- المصفی الموطا امام مالک توسط شاه ولی الله دهلوی

## اختصار الموطا
الملخص لمسند الموطأ مختصر موطأ الإمام مالك للكاتب علي بن محمد القابسي.

## ترجمه فارسی
الموطا توسط حسین رستمی به فارسی ترجمه شده و توسط  انتشارات حسینی اصل در سال 1400 به نشر رسید  با مشخصات‌اش ذیل:
| وزن          | 1390 g           |
| ناشر         | حسینی اصل        |
| نویسنده      | مالک بن انس (رض) |
| مترجم        | حسین رستمی       |
| سال چاپ      | 1400             |
| نوبت چاپ     | 2                |
| تعداد جلد    | 1                |
| قطع (اندازه) | وزیری            |
| تعداد صفحه   | 968              |
| زبان         | - فارسی          |
| نوع جلد      | جلد سخت          |

### شرح فارسی
شرح آن المصفی الموطا امام مالک توسط شاه ولی الله دهلوی به زبان فارسی تالیف شده است. با مشخصات ذیل:
| وزن          | 1961 g             |
| ناشر         | احسان              |
| نویسنده      | شاه ولی الله دهلوی |
| سال چاپ      | 1400               |
| نوبت چاپ     | 1                  |
| تعداد جلد    | 2                  |
| قطع (اندازه) | وزیری              |
| تعداد صفحه   | 584 600            |
| زبان         | - فارسی            |
| نوع جلد      | جلد سخت            |
| شابک         | 9786003497368      |

#### دانلود_کتاب_موطأ زبان عربی
https://archive.org/download/FP148934/148934.pdf